# Logan Gomez
Logan Gomez (Crown Point, 16 de dezembro de 1988) é um automobilista dos Estados Unidos.
Iniciou a carreira em 2006, na Star Mazda, e no mesmo ano fez sua estreia na Indy Lights pela equipe Roth Racing. Sua primeira temporada completa foi em 2007, representando a Sam Schmidt Motorsports, onde conquistou 2 pódios - o melhor resultado foi a vitória no GP de Chicago, que foi também seu único triunfo na categoria - foram apenas 0,0005 milésimos de vantagem sobre Alex Lloyd, o campeão daquele ano, na chegada mais apertada da história do automobilismo.
Correu também na Guthrie Racing em 2008, obtendo novamente 2 pódios, e após uma curta passagem pela Alliance Motorsports na rodada dupla de St. Petersburg, voltou à Sam Schmidt em Homestead, chegando em nono lugar, porém não seguiu na equipe em 2010.